# Scream (film din 2022)
Scream (cunoscut și ca Scream 5) este un film slasher din 2022 regizat de Radio Silence (Matt Bettinelli-Olpin și Tyler Gillett). Creat ca o refacere a seriei de filme Scream a lui Wes Craven și Kevin Williamson, filmul este o continuare directă a filmului Scream 4: Coșmarul continuă din 2011. Rolurile principale au fost interpretate de Melissa Barrera, Mason Gooding, Jenna Ortega, and Jack Quaid, alongside Marley Shelton, Skeet Ulrich, Courteney Cox, David Arquette și Neve Campbell.

## Distribuție
- Neve Campbell - Sidney Prescott
- Courteney Cox - Gale Weathers
- David Arquette - Dewey Riley
- Melissa Barrera - Sam Carpenter
- Jenna Ortega - Tara Carpenter
- Jack Quaid - Richie Kirsch
- Mikey Madison - Amber Freeman
- Marley Shelton - Sheriff Judy Hicks
- Dylan Minnette - Wes Hicks
- Jasmin Savoy Brown - Mindy Meeks-Martin
- Mason Gooding - Chad Meeks-Martin
- Sonia Ben Ammar - Liv McKenzie
- Kyle Gallner - Vince Schneider
- Skeet Ulrich - Billy Loomis
- Reggie Conquest - Deputy Farney
- Roger L. Jackson - vocea lui Ghostface
- Heather Matarazzo - Martha Meeks
- Chester Tam - Deputy Vinson